# Phosphane
Cet article court présente un sujet plus développé dans : phosphine.
Un phosphane est un hydrure de phosphore saturé acyclique formant une série homologue de formule générale PnHn+2. Le plus simple des phosphanes est la phosphine PH3, suivie par la diphosphine, ou diphosphane P2H4, la triphosphine, ou triphosphane P3H5, etc. Les termes de la série deviennent rapidement instables, et la triphosphine est contaminée par la diphosphine et la tétraphosphine P4H6.
- Phosphine PH3.
- Diphosphane P2H4.
- Triphosphane P3H5.
- Tétraphosphane P4H6.

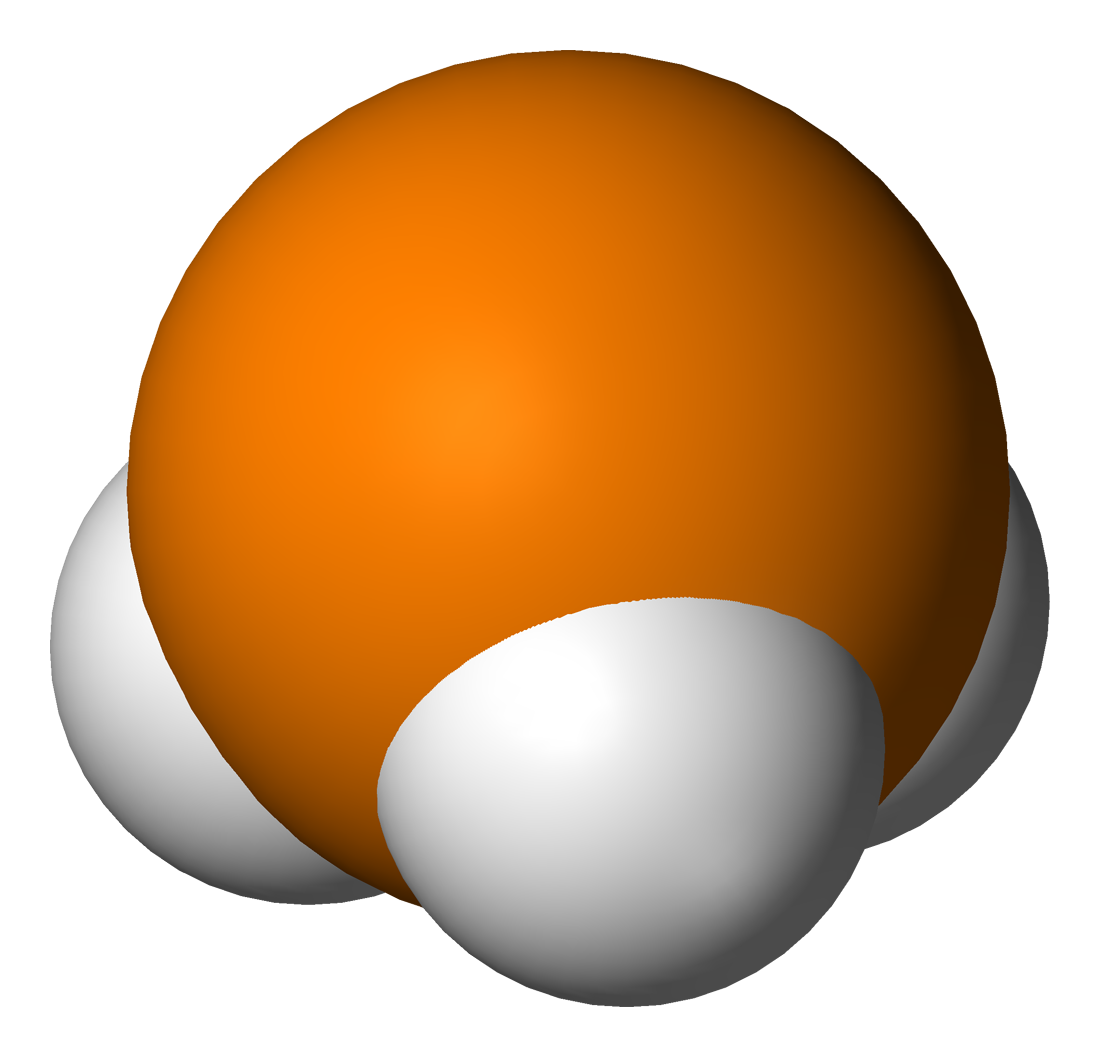
Phosphine.
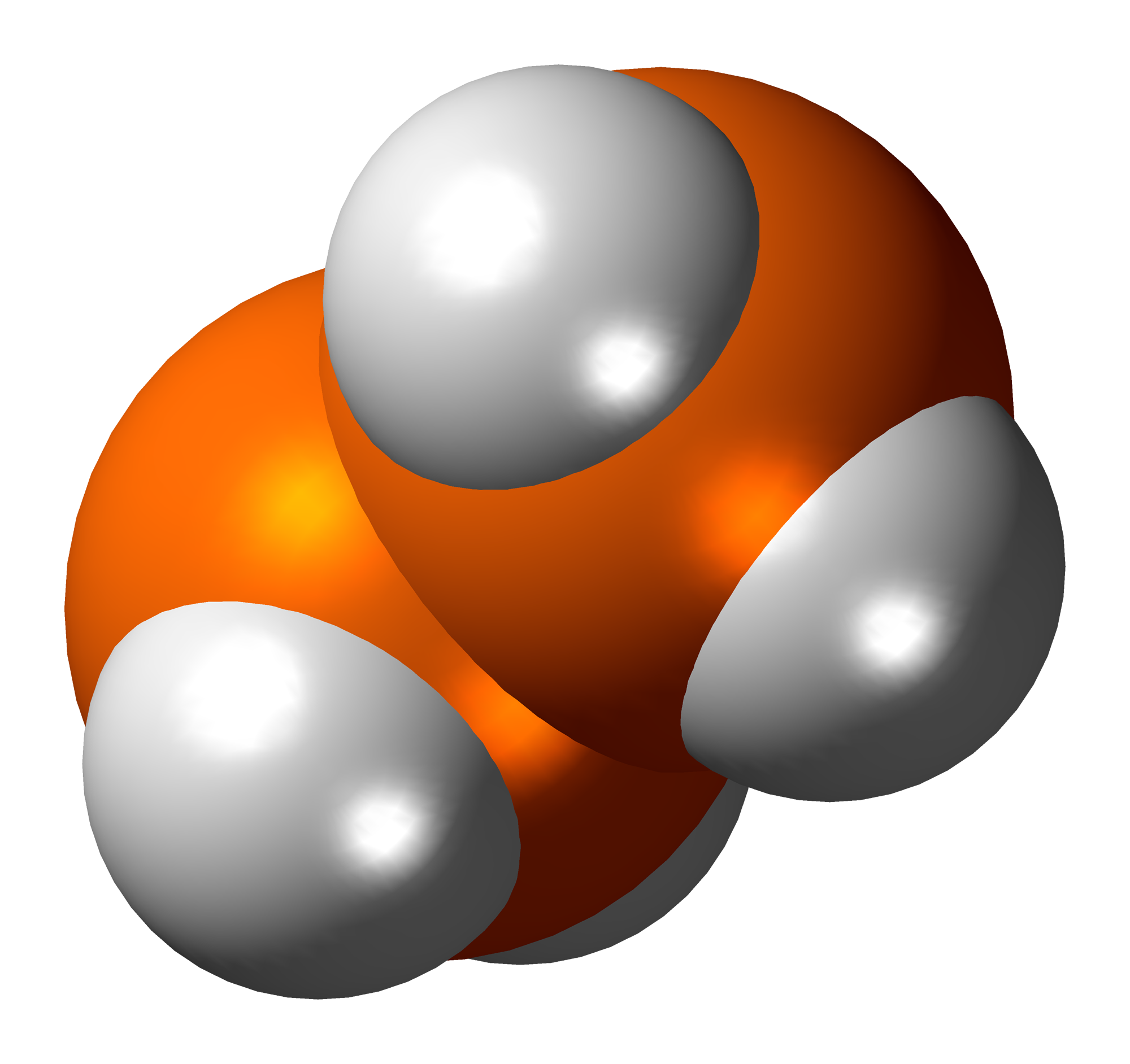
Diphosphane.
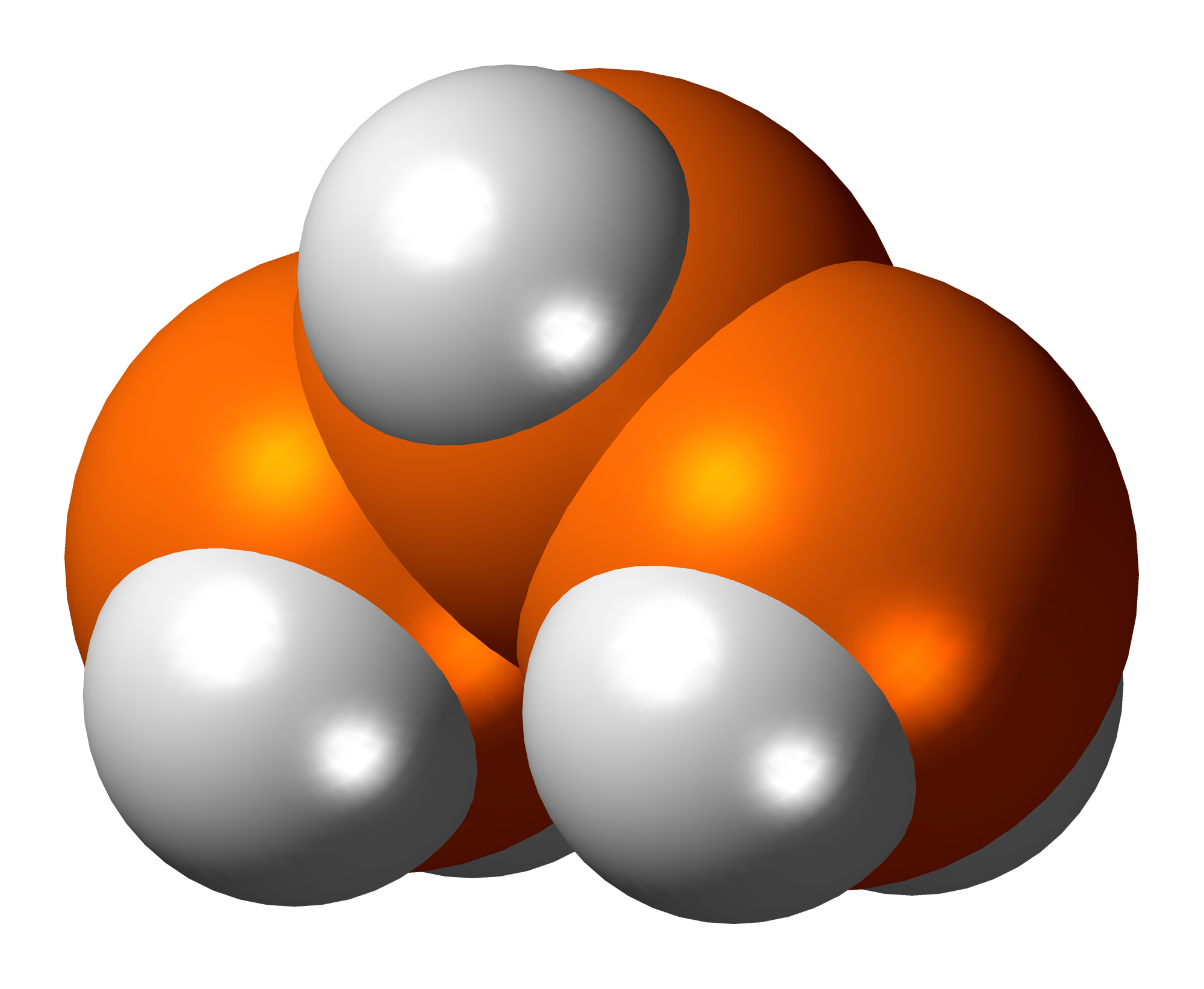
Triphosphane.
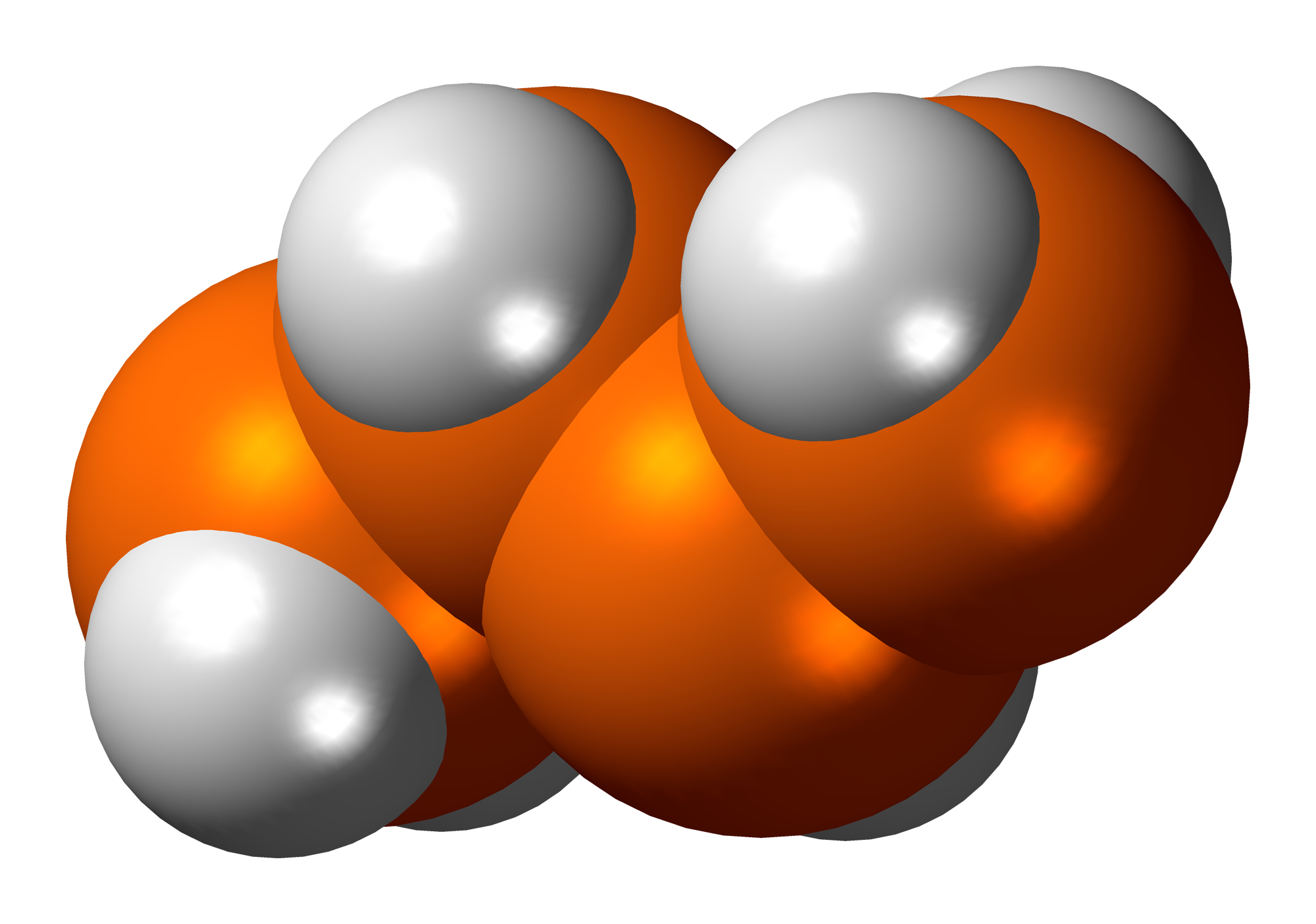
Tétraphosphane.

Dans la nomenclature IUPAC, la phosphine est appelée phosphane. Les dénominations diphosphine et triphosphine sont très courantes et davantage employées que les dénominations systématiques, surtout pour les dérivés.
Les phosphanes sont plus stables que les azanes de terme correspondant et peuvent s'isomériser et s'oxyder en une grande variété de composés ramifiés et cycliques rappelant les boranes.

.
.

- P7H3.
- P8H4.

P9H5.
Cyclohexaphosphane.